# Thomas Ewing
Thomas Ewing (Ohio megye, 1789. december 28. – Lancaster, 1871. október 26.) az Amerikai Egyesült Államok szenátora, pénzügyminisztere és belügyminisztere.

## Élete
Ewing a virginiai (de ma már Nyugat-Virginiához tartozó) Ohio megyében született, West Liberty városka közelében, 1789-ben. 1792-ben a család Ohióba költözött. Itt végezte iskoláit, majd az Ohiói Egyetemen jogot tanult, és 1816-ban jogi szakvizsgát tett. Ezután Lancasterben jogászként dolgozott.
1830-ban a Jackson-ellenes Párt képviseletében megválasztották a washingtoni Szenátusba, ahol 1831. március 4-től 1837. március 3-án szolgált (1836-ban sikertelenül indult az újraválasztásért). Az utolsó két évben az állami földterületekért felelős bizottság elnöke volt.
1841. március 5-én a frissen hivatalba lépett William Henry Harrison elnök kinevezte pénzügyminiszterré. Harrison egy hónappal később meghalt, de a helyébe lépő John Tyler alelnök megtartotta Ewinget a pénzügyminisztérium élén. Rövid hivatali ideje alatt Ewing kísérletet tett arra, hogy felállítsa az Egyesült Államok központi bankját, de Tyler nem támogatta a törekvést, így Ewing szeptember 13-án lemondott.
1849–50-ben Zachary Taylor elnök kabinettjében a belügyminiszter volt.
1850. július 20-án, Thomas Corwin szenátor lemondását követően kinevezték Ohio állam képviselőjévé a szövetségi szenátusba, de a novemberi választáson sikertelenül indult, így ez a megbízatása 1851. március 5-én lejárt.
1868-ban Andrew Johnson elnök őt jelölte hadügyminiszternek, de a Szenátus elutasította a kinevezést.
Három évvel később, 1871. október 26-án Lancasterben hunyt el.

## Családja
Ewing 1820. január 7-én vette feleségül Maria Wills Boyle-t. Nevelt fia, William Tecumseh Sherman feleségül vette lányát, Eleanor Boyle Ewinget. Fia, Thomas, tábornokként harcolt az északi oldalon a polgárháború idején, majd Lincoln elnök merénylőinek egyik kirendelt védője volt. Az 1870-es évek végén négy évig kongresszusi képviselő volt.